# موندوز (شهرستان آق‌سی)
موندوز (به لاتین: Munduz) یک روستا در قرقیزستان است که در شهرستان آق‌سی واقع شده‌است. موندوز ۱٬۰۰۳ نفر جمعیت دارد و ۱٬۴۰۳ متر بالاتر از سطح دریا واقع شده‌است.